# Manuel Rodas
Manuel Oseas Rodas Ochoa (La Esperanza, 5 juli 1984) is een Guatemalteeks baan- en wegwielrenner.

## Carrière
In 2024 werd Rodas voor de dertiende keer nationaal kampioen tijdrijden. Ook won hij tweemaal de wegwedstrijd. In zowel 2012 als 2016 nam hij deel aan de Olympische Spelen. Daarnaast won hij meerdere etappes in de Ronde van Guatemala en behaalde hij verschillende medailles in zowel het baan- als het wegwielrennen op de Pan-Amerikaanse kampioenschappen.

## Baanwielrennen

### Palmares
| Jaar | GK | P-AK        | WK | Overig |
| ---- | -- | ----------- | -- | ------ |
| 2013 |    | Puntenkoers |    |        |
| 2014 |    |             |    |        |
| 2015 |    |             |    |        |
| 2013 |    | Puntenkoers |    |        |

## Wegwielrennen

### Overwinningen
2006
11e etappe Ronde van Guatemala
2007
11e etappe Ronde van Guatemala
2008
11e etappe Ronde van Costa Rica
2009
9e etappe Ronde van Guatemala
2010
 Guatemalteeks kampioen tijdrijden, Elite
2012
 Guatemalteeks kampioen tijdrijden, Elite
8e etappe Ronde van Guatemala
2013
 Guatemalteeks kampioen tijdrijden, Elite
2e etappe Ruta del Centro
2014
 Guatemalteeks kampioen tijdrijden, Elite
2015
 Guatemalteeks kampioen tijdrijden, Elite
 Guatemalteeks kampioen op de weg, Elite
1e etappe Ronde van Guatemala (individuele tijdrit)
2016
 Guatemalteeks kampioen tijdrijden, Elite
 Guatemalteeks kampioen op de weg, Elite
4e etappe Ronde van Guatemala (individuele tijdrit)
2017
 Guatemalteeks kampioen tijdrijden, Elite
3e deel B en 6e etappe Ronde van Guatemala (individuele tijdrit)
Eindklassement Ronde van Guatemala
2018
 Guatemalteeks kampioen tijdrijden, Elite
5e etappe Ronde van Guatemala (individuele tijdrit)
2019
Centraal-Amerikaans kampioen tijdrijden, Elite
Centraal-Amerikaans kampioen op de weg, Elite
 Guatemalteeks kampioen tijdrijden, Elite
5e etappe Ronde van Guatemala (individuele tijdrit)
Eindklassement Ronde van Guatemala
2020
9e etappe Ronde van Guatemala
2021
 Guatemalteeks kampioen tijdrijden, Elite
2022
 Guatemalteeks kampioen tijdrijden, Elite
2023
 Guatemalteeks kampioen tijdrijden, Elite
2024
 Guatemalteeks kampioen tijdrijden, Elite
2025
 Centraal-Amerikaans kampioen tijdrijden, Elite

### Resultaten in voornaamste wedstrijden
| Jaar |  | WK op de weg |
| ---- |  | ------------ |
| 2015 |  | opgave       |